# LEN European Cup 1968-1969
La LEN European Cup 1968-1969 è stata la sesta edizione del massimo trofeo continentale di pallanuoto per squadre di club.
Si sono qualificate per la fase finale otto squadre divise in due gironi, al termine dei quali le prime due hanno avuto accesso in semifinale.
I campioni in carica del Mladost Zagabria si sono riconfermati battendo in finale i rappresentanti dell'URSS della Dinamo Mosca.

## Quarti di finale

### Gironi
| Gruppo A            |
| sede: Mosca         |
| - Barcellona        |
| - Dinamo Bucarest   |
| - Dinamo Magdeburgo |
| - Dinamo Mosca      |

| Gruppo B       |
| sede: Belgrado |
| - Ferencváros  |
| - Marsiglia    |
| - Mladost      |
| - Partizan     |

### Gruppo A
|    | Quarti 1968-1969  | Pti | G | V | N | P | GF | GS | DR |
| -- | ----------------- | --- | - | - | - | - | -- | -- | -- |
| 1. | Dinamo Mosca      | 4   | 3 | 2 | 0 | 1 | 10 | 7  | +3 |
| 2. | Dinamo Magdeburgo | 4   | 3 | 2 | 0 | 1 | 16 | 12 | +4 |
| 3. | Dinamo Bucarest   | 4   | 3 | 2 | 0 | 1 | 14 | 13 | +1 |
| 4. | Barcellona        | 0   | 3 | 0 | 0 | 3 | 10 | 18 | -8 |

|  | Mosca      | 3-2 | Barcellona |
|  | Magdeburgo | 4-6 | Bucarest   |

|  | Mosca      | 6-3  | Bucarest   |
|  | Magdeburgo | 10-5 | Barcellona |

|  | Mosca    | 1-2 | Magdeburgo |
|  | Bucarest | 5-3 | Barcellona |

### Gruppo B
|    | Quarti 1968-1969 | Pti | G | V | N | P | GF | GS | DR  |
| -- | ---------------- | --- | - | - | - | - | -- | -- | --- |
| 1. | Mladost          | 5   | 3 | 2 | 1 | 0 | 25 | 11 | +14 |
| 2. | Partizan         | 5   | 3 | 2 | 1 | 0 | 18 | 8  | +10 |
| 3. | Ferencváros      | 2   | 3 | 1 | 0 | 2 | 16 | 13 | +3  |
| 4. | Marsiglia        | 0   | 3 | 0 | 0 | 3 | 4  | 31 | -27 |

|  | Mladost  | 14-1 | Marsiglia   |
|  | Partizan | 11-2 | Ferencváros |

|  | Mladost  | 8-7  | Ferencváros |
|  | Partizan | 11-2 | Marsiglia   |

|  | Partizan    | 3-3 | Mladost   |
|  | Ferencváros | 6-1 | Marsiglia |

## Semifinali
| Andata | Andata                      | Andata |
| Data   | Gara                        | Ris.   |
| ------ | --------------------------- | ------ |
| ?      | Partizan - Dinamo Mosca     | 6-3    |
| ?      | Mladost - Dinamo Magdeburgo | 3-1    |

| Ritorno | Ritorno                     | Ritorno | Ritorno |
| Data    | Gara                        | Ris.    | Tot.    |
| ------- | --------------------------- | ------- | ------- |
| ?       | Dinamo Mosca - Partizan     | 6-2     | 9-8     |
| ?       | Dinamo Magdeburgo - Mladost | 7-6     | 8-9     |

## Finale
| Andata | Andata                 | Andata |
| Data   | Gara                   | Ris.   |
| ------ | ---------------------- | ------ |
| ?      | Mladost - Dinamo Mosca | 7-3    |

| Ritorno | Ritorno                | Ritorno | Ritorno |
| Data    | Gara                   | Ris.    | Tot.    |
| ------- | ---------------------- | ------- | ------- |
| ?       | Dinamo Mosca - Mladost | 4-4     | 7-11    |

### Campioni
- Mladost Campione d'Europa:

Karlo Stipanić, Ivo Trumbić, Ozren Bonačić, Zlatko Šimenc, Ronald Lopatny, Miroslav Poljak, Matošić, Marijan Žužej, Jeger, Posojević, Kruz, Hebel.

## Fonti
- (EN)  LEN, The Dalekovod Final Four - Book of Champions 2011, 2011 (versione digitale)